# Redka bolezen
Redka bolezen je bolezen, ki ni pogosta v neki državi, celini, regiji. Danes poznamo približno 7.000 redkih bolezni, mdr. cistično fibrozo, mišično distrofijo, bulozno epidermolizo, homocistinurijo. Večino redkih bolezni povzročijo genetske okvare, razlog pa je lahko tudi izpostavljenost okoljskim dejavnikom med nosečnostjo ali kasneje v življenju skupaj z genetsko dojemljivostjo za bolezni. Znamenja se lahko pokažejo že pri rojstvu ali v otroštvu, nekatere redke bolezni pa se pojavijo v odrasli dobi. Pogosto so smrtno nevarne ali kronično izčrpavajoče. Za večino teh bolezni ne poznamo učinkovitega zdravljenja, vendar jih lahko s presejalnimi testi zgodaj odkrijemo ter z ustrezno nego izboljšamo kakovost življenja bolnika in podaljšamo njegovo pričakovano življenjsko dobo.

## Problem definicije
V svetu še ni sprejete enotne definicije termina redka bolezen. Tako razlaga variira.  
- Javnozdravstevni portal Evropske unije za redko bolezen označuje tisto, za katero zboli manj kot 5 ljudi na 10 000 prebivalcev oz. 1 na 2000 ljudi. Sem ne uvrčajo bolezni, ki niso smrtno nevarne ali kronične.[1]
- V ZDA sodijo med redke bolezni tiste, ki prizadanejo manj kot 200.000 prebivalcev Združenih držav, tj. če zanjo zboli 1 na 1500 ljudi.
- Na Japonskem uvrščajo med redke bolezni tiste, ki prizadanejo manj kot 50.000 prebivalcev državi, tj. če zanjo zboli 1 na 2500 ljudi.

## Zdravilo sirota
Zdravilo sirota (angl. orphan medicinal product, orphan drug) je sinonim za zdravilo redke bolezni - namenjeno je odkritju, preventivi ali samemu zdravljenju bolezni; zaradi nemasovne proizvodnje je izdelava takega zdravila (bistveno) dražja in zato potrebuje dodatne vire, načine in poti financiranja. 
Redke bolezni so velika javnozdravstvena težava in imajo prednostno mesto v programu javnega zdravja in raziskovalnem programu EU. EU z zakonodajo in raziskovalnimi projekti spodbuja razvoj zdravil sirot za bolnike z redkimi boleznimi. Evropska komisija načrtuje pregled pogojev za trženje zdravil sirot v Evropi, saj so cene in razpoložljivost teh zdravil zelo različne. EU želi z vzpostavljanjem mrež, izmenjavo izkušenj in usposabljanja ter razširjanjem znanja spodbuditi preprečevanje, diagnosticiranje in zdravljenje redkih bolezni.Ta pobuda EU skuša omogočiti bolnikom z redko boleznijo dostop do enake kakovosti zdravljenja kakor so ga deležni drugi bolniki.

## Dan redkih bolezni
(angl. Rare Disease Day) Evropski dan redkih bolezni smo prvič obeležili v letu 2008, in sicer 29. februarja, ki nastopi vsaka štiri leta in tako ponazarja pojem redkosti. Dnevu redkih bolezni je sedaj vsako leto namenjen zadnji dan v mesecu februarju.